# Bank Tamás
Bank Tamás (Pécs, 1970. március 29. –) Jászai Mari-díjas magyar színész, 2016-tól a Játékszín igazgatója.

## Életpályája
Édesapja neves helyi orvos volt. Pályáját a pécsi egyetemi színpadon kezdte. 18 éves korában szerződtette a Pécsi Nemzeti Színház. Pár év után Budapestre költözött. Játszott az Arany János Színházban és a Független Színpadon. Később a Budapesti Kamaraszínházhoz került, ahol annak bezárásáig, 2012-ig dolgozott. 2012-2016 között a Játékszín produkciós igazgatója volt, majd 2016-tól ügyvezető igazgató.

### Magánélete
Felesége Lévay Viktória színésznő. Két gyermekük van.[6]

## Film és televíziós szerepei
- Szomszédok (1992)
- Szamba (1996)
- Szeret, nem szeret (2003-2004)
- Csaó bambinó (2005)
- Egy rém rendes család Budapesten (2006)
- Tűzvonalban (2008)
- Jóban Rosszban (2012)

## Díjai
- Jászai Mari-díj (2025)[7]